# QIRIM.News
Інформаційне-аналітичне агентство «QIRIM.News» (англ. Crimean News; укр. «Крим ньюз») — єдине національне інформаційно-медійне агентство кримськотатарського народу, з низкою цифрових майданчиків, яке говорить про Крим і кримських татар шістьма мовами: українською, турецькою, англійською, арабською та кримськотатарською. Основна тема новин, статей і матеріалів — це Крим і кримські татари в Україні, Туреччині та світі.

## Діяльність
QIRIM.News пропонує різносторонній контент: інформаційний (актуальні новини), пізнавальний і розважальний (медійні проекти різного контексту та масштабу). Зокрема, висвітлюються події, які пов'язані з порушенням прав корінного народу України в окупованому Криму. Як приклад — це обшуки, затримання, арешти, суди та вироки. Разом з цим, окремо виробляються матеріали, які пов'язані з розвитком мови, історії та культури кримських татар. Також пишуться новини щодо відносин України з державами-партнерами; особлива увага приділяється відносинам Україна-Туреччина, оскільки це стратегічний пріоритет для кримськотатарського народу. Записуються інтерв'ю зі вченими, політиками, представниками мистецтв, культури та спорту. Через відео-контент розкриваються історії людей, які живуть як в окупованому Криму, так і на материковій частині України.

Окрім тем Криму та кримських татар QIRIM.News інформує, висвітлює та розкриває теми тюркського та ісламського світу, які спрямовані на укріплення міжетнічного та міжрелігійного діалогу та порозуміння.

## Історія
QIRIM.News було засновано у 2006 році в Сімферополі Ісметом та Гаяною Юксель за значної підтримки з боку фондів та державних інформаційних агентств Туреччини. Під час створення, QIRIM.News називався Агентство «Кримські новини» (кримською: Qırım Haber Agentligi) або QHA. Сьогодні назва QHA збереглася за філією QIRIM.News в Анкарі.
Ісмет та Гаяна Юксель очолювали агентство більше десяти років і внесли значний вклад в історію агентства.
У 2021 році QIRIM.News через виклик часу було реструктуризовано та ребрендовано. QIRIM.News увійшло до медійного фонду QIRIM.Media. Окрім печатного формату, розвивається медійний відео формат подачі інформації, приділяється увага розважальному та освітньому напрямку, розвивається напрямок кіно.

### Окупація Криму
QHA почала переживати важкі часи з тимчасовою окупацією Криму Росією, яка почалася 25 лютого 2014 року. У квітні та травні 2014 року окупаційна влада подала позови проти керівництва агентства, і вони двічі були допитані Федеральною службою безпеки (ФСБ) Російської федерації.
9 травня 2016 року окупаційна влада заблокувала доступ до вебсайту QHA. Агентство було вимушено переїхати до Києва та тимчасово призупинили офіційну діяльність QHA в Криму. Діяльність QHA заборонили у Криму, керівництву ввели заборону на в'їзд на півострів.

## Визнання
Під час тимчасової окупації Криму Росією публікації QHA отримали оцінку міжнародних організацій. QHA отримав нагороду World Quality Commitment Awards за успішну роботу на 28-ій церемонії нагородження, що відбулася в Парижі 24 жовтня 2014 року. Також QHA було визнано гідним нагороди Turkic World News Agency на церемонії вручення премії Gaspıralı Awards [Архівовано 30 листопада 2021 у Wayback Machine.], організованої Міжнародною асоціацією журналістів турецько-мовних країн 2 листопада 2014 року.

### Подяка Президента України
У День журналіста, 6 червня 2016 р., на церемонії нагородження, що проводиться щорічно Президентом України, QHA було визнано грамотою «за принципову позицію з питання реінтеграції Криму та формування в українському інформаційному просторі твердого переконання, що Крим — це Україна». Подяку вручила дружина Президента України Марина Порошенко генеральному менеджеру QHA Гаяні Юксель.

## Філія QIRIM.News в Анкарі
У серпні 2016 року філію QHA було відкрито в Анкарі. Наразі філія QHA (в Туреччині відома як KIRIM HABER AJANSI) продовжує свою діяльність турецькою мовою на благо турецького народу та тюркського світу, ре-транслює медійні пріоритети кримськотатарського народу в тюркському інформаційному просторі.